# 峇里海

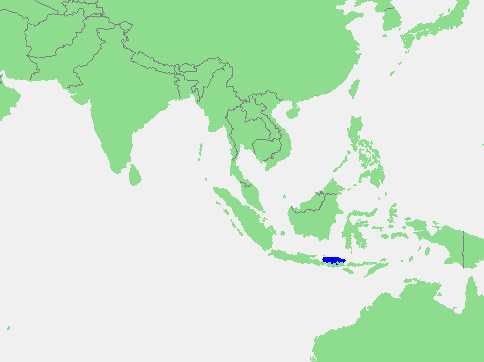
峇里海位置

峇里海是印度尼西亞的海，位於峇里以北和康厄安群島以南，是弗洛勒斯海的西南部分，馬都拉海峽從西面伸延至峇里海 
。峇里海面積45,000平方公里，最大深度1,590米。